# Övre Lisnen (Gamleby socken, Småland, 641825-153020)
Övre Lisnen är en sjö i Västerviks kommun i Småland och ingår i Storån-Botorpsströmmens kustområde. Sjön är 18,4 meter djup, har en yta på 0,469 kvadratkilometer och befinner sig 42,4 meter över havet.

## Delavrinningsområde
Övre Lisnen ingår i det delavrinningsområde (641896-152977) som SMHI kallar för Utloppet av Rummen. Medelhöjden är 68 meter över havet och ytan är 32,22 kvadratkilometer. Räknas de 4 avrinningsområdena uppströms in blir den ackumulerade arean 53,79 kvadratkilometer. Avrinningsområdets utflöde mynnar i havet. Avrinningsområdet består mestadels av skog (65 %) och jordbruk (12 %). Avrinningsområdet har 4,66 kvadratkilometer vattenytor vilket ger det en sjöprocent på 14,4 %.